# Nachtstreife (Fernsehserie)
Nachtstreife (Originaltitel: Night Heat) ist eine kanadische Krimiserie, die bei CTV von 1985 bis 1991 ausgestrahlt wurde. In den Vereinigten Staaten lief sie von 1987 bis 1993 auf CBS und war die erste in Kanada produzierte Fernsehserie, die auf einem US-amerikanischen Sender ausgestrahlt wurde. CBS sendete die Fernsehserie als Teil der CBS Late Night, einem Nachtprogramm für Fernsehserien.
In Deutschland begann der Sender Tele 5 im Oktober 1989 die Ausstrahlung der Serie.

## Handlung
Die Hauptrolle in der Fernsehserie spielt Allan Royal, der den Journalisten Tom Kirkwood verkörpert, der die nächtlichen Ermittlungen der Polizeibeamten Kevin O’Brien (Scott Hylands) und Frank Giambone (Jeff Wincott) aufzeichnet.

## Besetzung
Die Besetzung umfasst auch Susan Hogan, Wendy Crewson, Sean McCann, Louise Vallance, und Clark Johnson. Während ihrer Arbeit an  Night Heat war  Vallance auch in der Kinderfernsehserie Zoobilee Zoo engagiert, wo sie eine andere Rolle spielte.